# Abel Lago
Abel Lago Martínez (Carnota, La Coruña, 16 de enero de 1979) es un deportista español, profesional del kitesurf (surf con cometa).

## Biografía
En 1995 con tan solo 16 años se trasladó a Canarias para perfeccionar su técnica en navegación en windsurf, proclamándose en 1997 subcampeón de España en windsurf.
En el 2000 decidió instalarse en Tarifa, por aquel entonces meca de los windsurfistas. Fue allí donde un día, viendo como los demás se divertían con sus cometas, y  él no podía navegar por falta de viento, decidió probar el kitesurf y después de un año practicando este deporte, obtuvo  el primer puesto en el campeonato de España.
Tras varios años quedando entre los diez primeros a nivel mundial, en el 2007 alcanzó su gran éxito quedando en el primer puesto del campeonato KPWT proclamándose campeón del mundo en la disciplina de Olas. En el 2008 se alzó con los títulos de Subcampeón mundial de Olas, Racing y Overall y en 2009 Campeón de España de Olas y Racing, terminando Subcampeón del mundo del ranking Mundial en Overall y 3.er clasificado en el ranking mundial de olas.
El año 2010 volvió a quedar tercero en el Ranking mundial de racing o regatas de kitesurf y cuarto en el de olas
En los años 2011 y 2012 repitió sus éxitos a nivel nacional revalidando sus títulos de campeón de España en la disciplina de olas.
A partir del 2013 que será su último de competición da un giro a su carrera y en junio del 2014 abre las puertas de su centro de deportes de agua Abel Lago Watersports http://abellago.com en su localidad natal y comienza un nuevo trabajo para su patrocinador principal http://www.robertoriccidesigns.com como jefe de test y desarrollo. 
Durante los siguientes años continua su expansión con Abel Lago Watersports abriendo en diferentes playas en Galicia, y se convierte en un referente mundial a la hora de desarrollar tablas y cometas de kitesurf al lograr ganar los test de varias revistas especializadas con sus creaciones como La religión de RRD para olas o la tabla Máquina para surf kite.
En el 2019 desarrolla un nuevo centro en la playa de Area Maior en Louro, Muros donde se imparte todo tipo de lecciones para introducir a los deportes de agua a todo tipo de personas adultas y niños y donde se imparten lecciones en más de seis idiomas.

## Palmarés
2012:
- 1.er Campeonato España kitesurf Lazarote 2012

2011:
- 1.er Campeonato de España (Campeón de España de Olas)

2010:
- 3.º Clasificación Mundial IKA Racing
- 4.º Clasificación Mundial IKA Olas

2009:
- 1.er Campeonato de España (Campeón de España de Olas)
- 1.er Campeonato de España (Campeón de España de Race)
- 2.º Clasificación Mundial IKA Overall
- 3.º Clasificación Mundial IKA Olas

2008:
- 2.º Clasificación Mundial KPWT (Subcampeón Mundial Olas)
- 2.º Clasificación Mundial KPWT (Subcampeón Mundial Race)

2007:
- 1.º Clasificación Mundial KPWT (Campeón Mundial Olas)
- Brasil: 2-7 Oct. KPWT / 1.º Racing - 2.º Olas
- Marruecos: 2-8 de agosto KPWT / 1.º Olas

2006:
- Guincho Portugal: Sep KPWT / 5.º Olas

2005:
- Tarifa España: Red Bull King Of The Air / 1.º estilo libre
- Tarifa España: Betandwin / 2.º Racing.

2004:
- Clasificación Mundial PKRA / 9.º estilo libre
- Brasil: PKRA / 2.º Olas
- Hawái, EE. UU.: Red Bull King of the Air / 3.º Hang Time

2003:
- Clasificación Mundial PKRA / 7.º estilo libre
- Fuerteventura España: PKRA / 1.º Hang Time
- Francia: KPWT / 1.º estilo libre

2002:
- Cornualles, Inglaterra: 1.º Campeonato de Europa Teams

```
(Campeón de Europa por equipos)
```

- Alemania: BCM tour: 1.º estilo libre
- Tarifa España: Red Bull King Of the Air / 5.º estilo libre

2001:
- Gerona, España: 1.º Campeonato de España (Campeón de España)

Windsurf
1996/2000:
- Clasificación Final, PBA Windsurf: Subcampeón de España Windsurfing (Junior)